# 山地梨菜
山地 梨菜（やまじ りな、2002年10月8日 - ）は、日本の女子バレーボール選手である。

## 来歴
香川県高松市出身。小学3年でバレーボールを始める。
中学時代には全国都道府県対抗中学大会（JOCカップ）の香川県選抜に選出。
香川県立志度高等学校から環太平洋大学体育学部に進学。2年時の2022年にV・サマーリーグに西日本大学選抜の選手として出場すると、活躍を見た埼玉上尾メディックスからのスカウトを受け練習に参加。2023年1月にインターン選手として登録された。
2023-24シーズンも引き続き登録。リーグ戦後に行われたV CupでVリーグ初出場。
2024年7月に2024-25シーズンの選手契約を締結し入団（内定）。同年8月にはユニバーシアード日本代表として東アジア地区選手権に出場し、銀メダルを獲得した。
2025年3月8日のアランマーレ山形戦でSVリーグ初出場を果たした。
2025年、ワールドユニバーシティゲームズ日本代表に選出され、銀メダルを獲得した。

## 球歴
- ユニバーシアード日本代表
  - 東アジア地区選手権 - 2024年（銀メダル）
  - ワールドユニバーシティゲームズ - 2025年（銀メダル）

## 所属チーム
- 高松市立木太小学校（花園ジュニア）
- 高松市立玉藻中学校
- 香川県立志度高等学校（2018-2021年）
- 環太平洋大学（2021-2025年）
  - 埼玉上尾メディックス（2023年・2024年）
- 埼玉上尾メディックス（2025年-）

## 受賞歴
- 2021年 - 第94回中国大学リーグ秋季大会 新人賞[11]
- 2022年 - 第95回中国大学リーグ春季大会 ベストスコアラー賞[12]
- 2022年 - 第96回中国大学リーグ秋季大会 最優秀選手賞・スパイク賞・ブロック賞・ベストスコアラー賞[13]
- 2023年 - 第97回中国大学リーグ春季大会 最優秀選手賞・スパイク賞・ブロック賞・ベストスコアラー賞[14]
- 2023年 - 第98回中国大学リーグ秋季大会 最優秀選手賞・スパイク賞・ブロック賞・サーブ賞・ベストスコアラー賞[15]
- 2024年 - 第99回中国大学リーグ春季大会 最優秀選手賞・ベストスコアラー賞[16]
- 2024年 - 第100回中国大学リーグ秋季大会 最優秀選手賞・スパイク賞・ベストスコアラー賞[17]